# Іван-Естахр
Іван-Естахр (перс. ايوان استخر) — село в Ірані, у дегестані Шірджу-Пошт, у бахші Рудбоне, шагрестані Ляхіджан остану Ґілян. За даними перепису 2006 року, його населення становило 441 особу, що проживали у складі 130 сімей.

## Клімат
Середня річна температура становить 14,80 °C, середня максимальна – 28,67 °C, а середня мінімальна – 0,33 °C. Середня річна кількість опадів – 1166 мм.
| Клімат поселення                              | Клімат поселення | Клімат поселення | Клімат поселення | Клімат поселення | Клімат поселення | Клімат поселення | Клімат поселення | Клімат поселення | Клімат поселення | Клімат поселення | Клімат поселення | Клімат поселення | Клімат поселення |
| Показник                                      | Січ.             | Лют.             | Бер.             | Квіт.            | Трав.            | Черв.            | Лип.             | Серп.            | Вер.             | Жовт.            | Лист.            | Груд.            |                  |
| Середній максимум, °C                         | 9,47             | 9,94             | 12,33            | 17,62            | 21,94            | 26,02            | 28,67            | 28,40            | 25,19            | 21,04            | 16,26            | 12,14            |                  |
| Середня температура, °C                       | 4,91             | 5,37             | 7,77             | 13,07            | 17,38            | 21,45            | 24,70            | 24,40            | 21,18            | 17,03            | 12,27            | 8,14             |                  |
| Середній мінімум, °C                          | 0,33             | 0,80             | 3,18             | 8,51             | 12,81            | 16,88            | 20,66            | 20,40            | 17,18            | 13,03            | 8,26             | 4,10             |                  |
| Норма опадів, мм                              | 106              | 89               | 84               | 43               | 45               | 33               | 32               | 62               | 142              | 223              | 174              | 133              |                  |
| Середньомісячна швидкість вітру, м/с          | 2.40             | 2.50             | 2.50             | 2.47             | 2.40             | 2.70             | 2.60             | 2.30             | 2.11             | 2.17             | 2.10             | 2.19             |                  |
| Середньомісячна сонячна радіація, кДж/м²·день | 7022             | 9037             | 10989            | 15420            | 19617            | 21685            | 22278            | 18609            | 15000            | 10653            | 8542             | 6634             |                  |
| --------------------------------------------- | ---------------- | ---------------- | ---------------- | ---------------- | ---------------- | ---------------- | ---------------- | ---------------- | ---------------- | ---------------- | ---------------- | ---------------- | ---------------- |
| Джерело:                                      |                  |                  |                  |                  |                  |                  |                  |                  |                  |                  |                  |                  |                  |